# Novîi Svit, Horodok
Novîi Svit (în ucraineană Новий Світ) este localitatea de reședință a comunei Novîi Svit din raionul Horodok, regiunea Hmelnîțkîi, Ucraina.

## Demografie
Componența lingvistică a localității Novîi Svit
     Ucraineană (99,32%)
     Alte limbi (0,68%)
Conform recensământului din 2001, majoritatea populației localității Novîi Svit era vorbitoare de ucraineană (99,32%), existând în minoritate și vorbitori de alte limbi.